# 本山幸彦
本山 幸彦（もとやま ゆきひこ、1924年7月19日 - 2022年2月20日）は、教育史・思想史学者、京都大学名誉教授。

## 略歴
大阪府生まれ。1949年京都帝国大学文学部哲学科卒。京都大学教育学部助教授、教授、1988年定年退官、名誉教授、関西大学教授。1995年退任。

## 著書
- 『明治思想の形成』福村出版 福村叢書 1969
- 『近代日本の政治と教育』ミネルヴァ書房 1972
- 『本居宣長』清水書院 Century books 人と思想 1978
- 『政党政治の始動 政治思想史的考察』ミネルヴァ書房 歴史と日本人 1983
- 『明治国家の教育思想』思文閣出版 1998
- 『近世国家の教育思想』思文閣出版 2001
- 『近世儒者の思想挑戦』思文閣出版 2006
- 『吉田松陰の思想 尊王攘夷への思想的道程』不二出版 2010
- 『横井小楠の学問と思想』大阪公立大学共同出版会 2014

### 共編著
- 『明治前期学校成立史』編 未来社 1965
- 『明治教育世論の研究』編 福村出版 1972
- 『近代日本思想大系 5 三宅雪嶺集』編集 筑摩書房 1975
- 『大正の教育』池田進共編 第一法規出版 1978
- 『帝国議会と教育政策』編著 思文閣出版 1981
- 『京都府会と教育政策』編著 日本図書センター 1990
- 『明治前期学校成立史 近代日本の中等教育史』編著 臨川書店 1990

翻訳
- A.M.クレイグ,D.H.シャイヴリ編『日本の歴史と個性 現代アメリカ日本学論集』金井円,芳賀徹共監訳 ミネルヴァ書房 1973-74

記念論文集
- 『日本教育史論叢 本山幸彦教授退官記念論文集』思文閣出版 1988

## 論文
- Cinii